# Орловский военный округ
Орло́вский вое́нный о́круг (ОрВО) — оперативно-стратегическое территориальное объединение РККА вооружённых сил РСФСР и СССР, существовавшее в 1918—1922, 1938—1941 и 1943—1945 годах.
Управление (штаб) округа находилось в городах Орле и Воронеже.

## История
Орловский военный округ 1-го формирования был образован приказом Высшего военного совета РСФСР 31 марта 1918 года. Располагался на территории Орловской, Курской, Черниговской, Воронежской губерний. 29 июня 1919 года в состав округа была передана также Тамбовская губерния. Впоследствии территория неоднократно изменялась. Главной задачей округа была подготовка личного состава для боевых частей РККА. Части округа постоянно участвовали в боевых действиях Гражданской войны в России, в том числе в боях во время рейда Мамантова (1919) при подавлении Тамбовского восстания. Расформирован округ 9 марта 1922 г. Территория и войска переданы в Московский и Киевский военные округа.
Орловский военный округ 2-го формирования создан приказом Народного комиссара обороны СССР № 0154 от 28 июля 1938 года на базе управления 10-го стрелкового корпуса и войсковых частей, учреждений и заведений из состава Белорусского и Московского военного округов. В состав округа входили территории Воронежской, Курской, Орловской и (с 1939 года) Тамбовской областей.
В начале Великой Отечественной войны в июне 1941 года в Орловском военном округе была сформирована 20-я армия.
3 октября 1941 года неожиданно для командования и штабов Брянского фронта и Орловского военного округа головной корпус Гудериана прорвался к Орлу и с ходу захватил город. Начальник штаба округа успел лишь прокричать по телефону Захарову, что в Орёл ворвались немецкие танки, части гарнизона занять позиции у юго-западной окраины Орла не успели, командующий войсками округа генерал-лейтенант А. А. Тюрин выехал на позиции у южной окраины города, и штаб округа покидает город. Штаб округа эвакуировался в город Елец, оттуда в Тамбов, а оттуда в город Чкалов.
В связи с оккупацией большей части территории приказом Наркома обороны СССР от 26 ноября 1941 ОрВО был ликвидирован, управление округа было обращено на формирование Южно-Уральского военного округа. Оставшаяся не оккупированной территория округа передана в Приволжский военный округ.
Орловский военный округ 3-го формирования образован приказом Наркома обороны СССР от 21 августа 1943 года. В его состав вошли Курская, Орловская, Воронежская, Тамбовская (с 30.10.1943) области. По мере наступления советских войск в территорию округа передавались Гомельская, Полесская, Брянская области. Главной задачей округа была организация деятельности органов военного управления на освобождённых территориях, призыв граждан с освобождённых территорий, разминирование территории, восстановление военных городков. Приказом НКО СССР от 9 июля 1945 г. округ переименован в Воронежский военный округ.
Штаб округа находился в городе Воронеж.

### Состав, организация, дислокация Военно-воздушных сил Орловского военного округа
- на 20 октября 1939 год
  - численность — 23417 человек[2]
  - окружное управление ВВС — штат 2/904[2]

## Командование Орловского ВО

### Командующие войсками[3]
- май 1918 — январь 1919 — А. Я. Семашко
- январь 1919 — А. Д. Макаров
- январь 1919 — январь 1920 — П. К. Щербаков
- январь 1920 — март 1921 — О. А. Скудре
- март — июль 1921 — А. К. Александров
- июль 1921 — март 1922 — О. А. Скудре
- июль 1938 — 11.06.1940 — комкор, с декабря 1939 командарм 2-го ранга, с июня 1940 генерал-лейтенант М. Г. Ефремов
- 11.06.1940 — 19.06.1941 — генерал-лейтенант Ф. Н. Ремезов
- 19.06.1941 — 05.07.1941  — генерал-лейтенант П. А. Курочкин
- 24.06.1941 — декабрь 1941  — генерал-лейтенант А. А. Тюрин[4]
- август 1943 — июль 1945 — генерал-майор, с января 1944 — генерал-лейтенант М. Т. Попов

### Члены Военного совета
- май 1918 — май 1921 — Д. Ф. Панфилов
- май — октябрь 1921 — П. И. Павловский
- ноябрь 1921 — апрель 1922 — В. А. Смирнов
- январь 1920 — март 1921 — О. А. Скудре
- август 1938 — март 1939 — дивизионный комиссар И. З. Сусайков
- март 1939 — июнь 1941 — корпусной комиссар Ф. А. Семеновский
- август — ноябрь 1941 — бригадный комиссар Ф. Г. Чекаловский
- сентябрь 1943 — июль 1945 — генерал-майор А. Я. Фоминых

### Начальники штаба
- апрель 1918 — июль 1919 — Н. П. Сапожников
- июль 1919 — сентябрь 1920 — Полковников
- сентябрь 1920 — апрель 1921 — Н. П. Сапожников
- апрель — декабрь 1921 — С. А. Меженинов
- декабрь 1921 — март 1922 — М. В. Молкачанов
- июль 1938 — июнь 1941 — генерал-майор А. Д. Корнеев
- август — декабрь 1941 — генерал-майор П. Е. Глинский
- август — октябрь 1943 — генерал-майор Н. Л. Никитин
- ноябрь 1943 — июль 1945 — генерал-майор В. П. Дубянский

## Источник
- Орловский военный округ // Военная энциклопедия в 8 томах. Том 6: «Огарков» — «Прогресс»/ Гл. ред. комиссии С. Б. Иванов и др. — М., 2002. — С.148. — 10000 экз. — ISBN 5-203-01874-X.
- Военный энциклопедический словарь. / 	Редкол.: А. Горкин, В. Золотарёв, В. Манилов, В. Милованов. — М.: Рипол Классик; Большая Российская энциклопедия, 2002. — ISBN 5-85270-219-6 ; 5-7905-1017-5